# 叶木翔子
叶木 翔子（かのき しょうこ、1960年4月11日 - ）は、日本の女性声優。北海道出身。

## 人物
かつては同人舎プロダクション、ぷろだくしょんバオバブに所属していた。英語検定2級の資格を持つ。

## 出演作品

### 吹き替え

#### 映画
- 愛がこわれるとき ※ソフト版
- 悪魔たち、天使たち（公文書館職員）
- 悪魔のような女
- アステロイド/最終衝撃 ※ソフト版
- アダムス・ファミリー（ファーキンス〈レラ・アイヴィー〉）※ソフト版
- あなたに逢いたい（ルビー〈クリスティーン・ラーティ〉）
- あなたに恋のリフレイン
- あなたに降る夢
- アライバル/侵略者（シャー〈テリー・ポロ〉）※VHS版
- 暗殺者 ※フジテレビ版
- アンダー・ファイア
- インテンシティ/緊迫（審議会委員〈ギリアン・バーバー〉）
- ウェルカム・トゥ・サラエボ（ムニラ、ドリーナ）
- エア★アメリカ
- エイリアン（マザー〈ヘレン・ホートン〉）※DVD・VHS版
- エース・ベンチュラ（セクシーな女性）※ソフト版
- エグゼクティブ・ターゲット（レイシー）※ソフト版
- オーバー・ザ・トップ ※TBS版
- カウチ・イン・ニューヨーク（リザベス・ハニーウェル）
- 危険な天使たち
- キャノンズ（リーヴァ〈ナンシー・トラヴィス〉）
- キング・オブ・ハーレー ※テレビ東京版
- グラマー・エンジェル危機一発
- クリフハンガー（ジェシー）※ソフト版
- グリマーマン（ジェシカ・コール〈ミシェル・ジョンソン〉）※ソフト版
- クロッシング・ガード（メアリー・マニング〈アンジェリカ・ヒューストン〉）
- 刑事ジョー ママにお手あげ ※フジテレビ版
- 刑事ニコ/法の死角 ※TBS版
- ゲーム ※ソフト版
- ケロッグ博士（アイーダ・マンツ〈ララ・フリン・ボイル〉）
- ゴースト・オブ・ミシシッピー
- ゴーストバスターズ2（検察官〈ジャネット・マーゴリン〉、松葉杖の女性）※ソフト版
- ゴーリキー・パーク
- ゴーン・フィッシン'（アンジー）
- コブラ ※テレビ朝日版
- コマンドー（ローソンの妻）※テレビ朝日版
- コンクリート・ウォー（アドラー）
- ザ・チェイス ※テレビ朝日版
- ザ・フィアー2（ペグ）
- さよならゲーム ※テレビ朝日版
- スティーブ・マーティンのSGT.ビルコ/史上最狂のギャンブル大作戦（リタ・ロビンス〈グレン・ヘドリー〉）
- スリー・リバーズ ※ソフト版
- 聖者の眠る街（職員〈アイダ・タートゥーロ〉）
- ゼイリブ
- セブン ※フジテレビ版
- 戦慄のストーカー/ある女子学生の場合（ポーラ・キャスタノン判事）
- ターミネーター（ジンジャー・ヴェンチュラ）※VHS版
- ターミネーター2（ダイソンの妻）※劇場公開版
- ダイ・ハード（スチュワーデス）※テレビ朝日版
- ダイ・ハード2（スチュワーデス）※テレビ朝日版
- ダニエル・スティール/愛のカレイドスコープ・訣別の微笑（アレキサンドラ〈パトリシア・カレンバー〉）※テレビ東京版
- ディープ・インパクト
- ディスクロージャー ※ソフト版
- TINA ティナ（アリーン・ブロック）
- デイライト（サラ・クライトン〈カレン・ヤング〉）※ソフト版
- 天地創造（エバ） ※テレビ朝日版
- トータル・リコール ※テレビ朝日版
- 逃亡者 ※テレビ朝日版
- ドク・ハリウッド ※ソフト版
- ドラグネット 正義一直線
- トラブル・ファミリー/ぼくの○×絵日記（グローヴァー・ディル）
- ドロップ・ゾーン ※テレビ朝日版
- トワイライトゾーン最終章/ロッド・サーリング・スペシャル（メリッサ〈エイミー・アーヴィング〉）
- ネバーエンディング・ストーリー3 ※テレビ朝日版
- バーチュオシティ（マディソン・カーター博士〈ケリー・リンチ〉）※ソフト版
- バード・オン・ワイヤー ※テレビ朝日版
- ハード・トゥ・キル（リポーター）※テレビ朝日版
- バスキア
- バッドボーイズ ※ソフト版
- バットマン リターンズ ※ソフト版
- バトルガンM‐16
- バトルランナー ※テレビ朝日版
- パパと呼ばれて大迷惑!?（キャサリン・マーサー〈ハル・ベリー〉）
- ヒーロー/靴をなくした天使（レスリー）※ソフト版
- 必殺処刑コップ（ケリー・ダニエルズ）※VHS版
- 羊たちの沈黙 ※テレビ朝日版
- ヒドゥン
- ファイナル・オプション（メリッサ、ニュースキャスター）※テレビ朝日版
- フィラデルフィア・エクスペリメント ※テレビ朝日版
- フェティッシュ（クララ）
- フォーリング・ダウン ※ソフト版
- フリージャック（尼僧〈アマンダ・プラマー〉）
- プリズン・エンジェルズ（エイプリル）
- プリティ・リーグ（エヴリン・ガードナー[1]〈ビティ・シュラム〉）※ソフト版
- ブローン・アウェイ/復讐の序曲 ※テレビ朝日版
- フロム・ダスク・ティル・ドーン（地獄のサンタニコ〈サルマ・ハエック〉）※ソフト版
- ペンタグラム/悪魔の烙印 ※VHS版
- ホーンテッド・ハウス（ロレイン・ウォーレン〈ダイアン・ベイカー〉）
- 暴走特急（ギルダー大尉〈ブレンダ・バーキ〉）※ソフト版
- ポセイドン・アドベンチャー2（スザンヌ〈ヴェロニカ・ハメル〉）※TBS版
- ホワイトハウス狂騒曲（ロレッタ〈シェリル・リー・ラルフ〉）※ソフト版
- マーキュリー・ライジング（ジェニー・リンチ〈ケリー・ヘイゼン〉）※ソフト版
- マイホーム・コマンドー（マージー・タネン）
- ミュータント・タートルズ ※VHS版
- ミレニアム/1000年紀（ピンキー・ジャガータ）
- めぐり逢えたら（飛行機の女性）※フジテレビ版
- メジャーリーグ2（リン・ウェルズ〈レネ・ルッソ〉）
- メン・イン・ブラック（ベアトリス〈シオバン・ファロン〉）※ソフト版
- もう子守歌はいらない（秘書）
- ユージュアル・サスペクツ ※ソフト版
- 勇気あるもの
- ユニバーサル・ソルジャー
- ラストゲーム（マーサ・シャトルズワース）
- ラスト・ボーイスカウト ※ソフト版
- リーサル・ウェポン2/炎の約束（ホンダ車の持ち主）※テレビ朝日版
- リーサル・ウェポン3 ※ソフト版
- リーサル・ウェポン4 ※ソフト版
- リトル・ブッダ
- ルームメイト ※ソフト版
- レオン ※オリジナル版
- ロボコップ2（ジェス・パーキンス）※テレビ朝日版
- ロボコップ3 ※テレビ東京版
- ワーキング・ガール ※ソフト版
- ワイルドシングス（グロリア・ペレーズ〈ダフネ・ルービン＝ヴェガ〉）※ソフト版
- わが心のボルチモア（ドティ・カーク）

#### ドラマ
- 宇宙船レッド・ドワーフ号（ナタリーナ・プシュキン〈ジェーン・モンゴメリー〉、マメット教授〈ジェニー・アガター〉、看護士）
- 三国志演義（糜婦人）※NHK-BS2版
- シークレット・アイズ 華麗なる作戦（イボンヌ）
- 新アウターリミッツ シーズン2 #1（アリソン・モリス）
- スペース・レンジャーズ（リー〈セック・ヴェレル〉）
- 超音速ヒーロー ザ・フラッシュ（ジョーン・サリヴァン〈ミシェル・ラマー・リチャード〉）※日本テレビ版
- ビバリーヒルズ高校白書（エミリー・ヴァレンタイン〈クリスティーン・エリス〉）
- ビバリーヒルズ青春白書（エミリー・ヴァレンタイン[1]）
- フルハウス（コニー）
- 冒険野郎マクガイバー シーズン2 #13（ヘティ・リン・ハーテス）、#21（タラ）

#### アニメ
- アラジンの大冒険
- ザ・シンプソンズ（バー、チャンプの母、キム、女性社員）
- 戦え!超ロボット生命体トランスフォーマー（未放映版）（ハーディング[5]）
- バットマン

### テレビアニメ
1984年
- 北斗の拳（ケイ）

1989年
- 青いブリンク（母親）

1992年
- ああ播磨灘（キヌ）
- 風の中の少女 金髪のジェニー（デボラ）
- フランダースの犬 ぼくのパトラッシュ（貴婦人）

1993年
- 勇者特急マイトガイン（カトリーヌ・ビトン[6]）

1994年
- 勇者警察ジェイデッカー（円枢寺靖子）

1996年
- 赤ちゃんと僕（後藤真美）
- クレヨンしんちゃん（ともみ）

1997年
- スレイヤーズTRY（レイカ、老婆）

1998年
- Weiß kreuz（佐久間葉子）
- ブレンパワード（伊佐未翠[7]）

1999年
- ゴクドーくん漫遊記（丹位）

### OVA
1994年
- 気分は形而上 実在OL講座（ゴッドハンドOL）

### 劇場アニメ
1996年
- ブラック・ジャック 劇場版（リサの母親）

### ゲーム
1998年
- 新世代ロボット戦記ブレイブサーガ（カトリーヌ・ビトン）

### ドラマCD
1996年
- 創竜伝（花井欣子）